# Herman Wickström

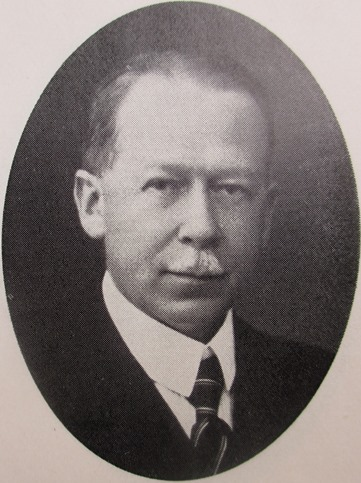
Herman Wickström.

August Herman Wickström, född 14 oktober 1881 i Skurups församling, Malmöhus län, död 18 maj 1958 i Söderhamn, Gävleborgs län, var en svensk häradshövding.
Wickström blev student vid Lunds universitet 1901 och avlade hovrättsexamen där 1905. Han blev e.o. fiskal i hovrätten över Skåne och Blekinge 1909, adjungerad ledamot 1910, vice häradshövding 1918 och var häradshövding i Sydöstra Hälsinglands domsaga 1924–1949.
Wickström blev inspektor för Ljusne husmodersskola 1929, ordförande i lokalstyrelsen för allmänna läroverket 1930, styrelseledamot i Söderhamns stads och Sydöstra Hälsinglands sparbank 1932, ordförande 1941, och ordförande i styrelsen för Söderhamns kommunala flickskola 1943.
Herman Wickström är begravd på Söderhamns kyrkogård.